# Rocca di Mezzo (Rocca Canterano)
Rocca di Mezzo è una frazione di 61 abitanti, l'unica del comune di Rocca Canterano, nella città metropolitana di Roma Capitale, situata tra il capoluogo comunale e la località di Rocca Martino.

## Geografia fisica
La frazione sorge a 845 m.s.l.m. alle pendici del monte Costasole.

## Storia
Il borgo è di origine medievale, anche se i primi insediamenti risalgono al periodo etrusco. La storia di Rocca di Mezzo è strettamente collegata a quella del comune di cui fa parte; pare infatti che il centro abitato fosse in origine una fortezza nata per fronteggiare il tiranno Landone di Cerreto.

## Società

### Tradizioni e folclore
Agosto è un mese ricco di appuntamenti per il piccolo borgo: il primo del mese viene organizzata La sagra degli gnucchitti a coda de soreca, una degustazione di pasta lunga tipica del posto, accompagnata da vini e sfilate di costumi tradizionali.
Il 16 di agosto si tiene invece la festa patronale di San Rocco: 
Durante la celebrazione avviene il tradizionale ballo delle pupazze, sagome di ferro e cartapesta che danzano sulle note della banda o delle musiche paesane, per poi venire bruciate a fine serata.
L'ultima domenica del mese estivo è caratterizzata dalla tradizionale braciolata di fine estate, con degustazione di braciole di pecora e pasta con sugo di capra.

## Infrastrutture e trasporti
La frazione è attraversata da due strade provinciali: la 28/c del Monte e la 47/a Empolitana II; la prima unisce il borgo al comune di appartenenza mentre la seconda garantisce un collegamento con i comuni limitrofi.